# Navă spațială robotizată

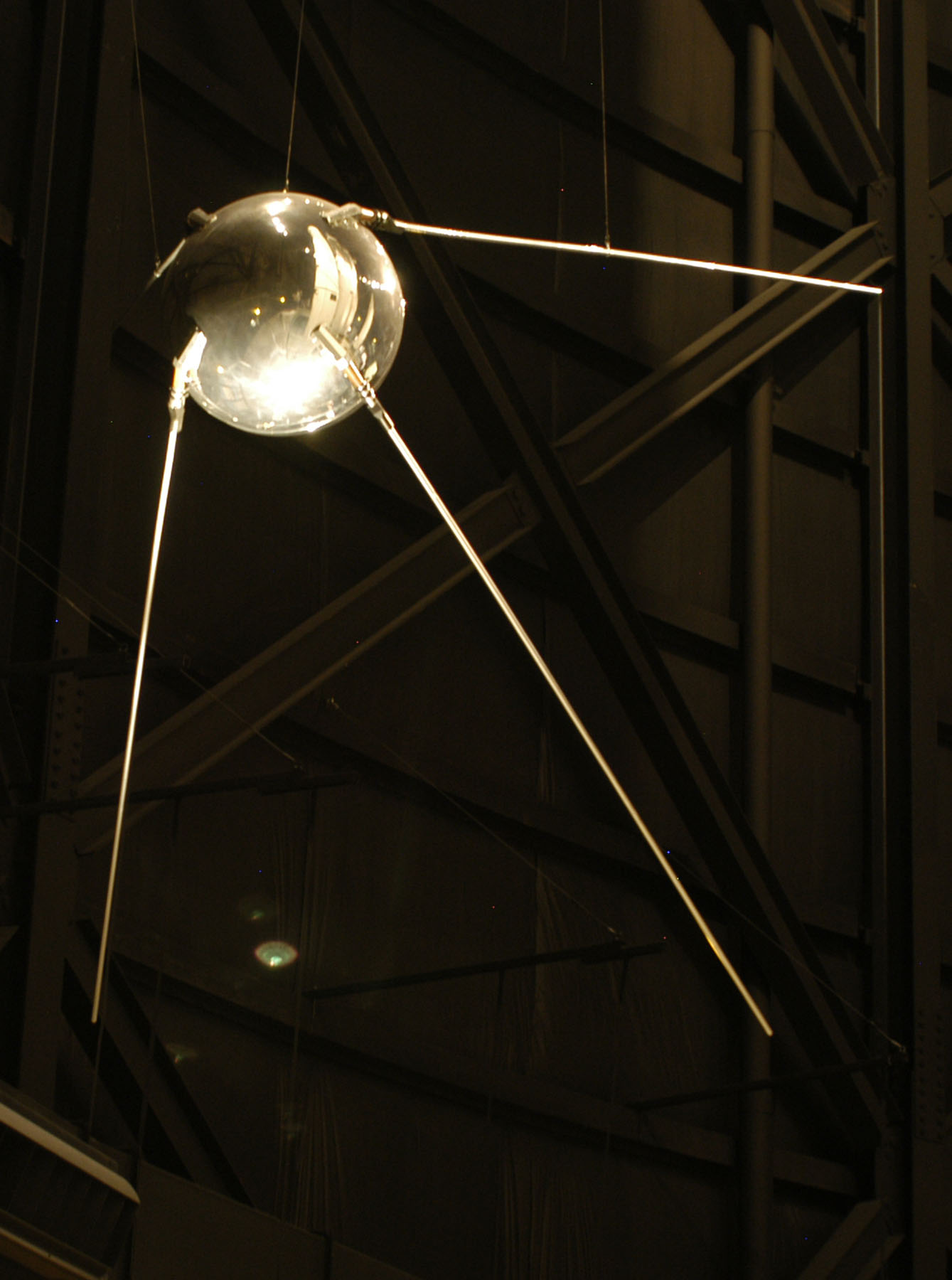
Sputnik 1 - primul satelit artificial

O navă spațială robotică (sau robotizată) este o navă spațială care nu are oameni la bordul său și de obicei este controlată robotic de la distanță. O navă spațială robotică proiectată pentru a face măsurători științifice este de obicei numită sondă spațială. Majoritatea misiunilor spațiale au fost robotice mai degrabă decât cu echipaj uman la bord datorită costurilor și riscurilor mai scăzute. În plus, unele destinații planetare ca planeta Venus sau Jupiter sunt prea ostile pentru supraviețuirea umană și altele, ca Saturn, Uranus sau Neptun, sunt prea îndepărtate (în raport cu situația tehnologică terestră din 2012). Mulți sateliți artificiali pot fi definiți tot ca nave spațiale robotizate. 

## Istoric

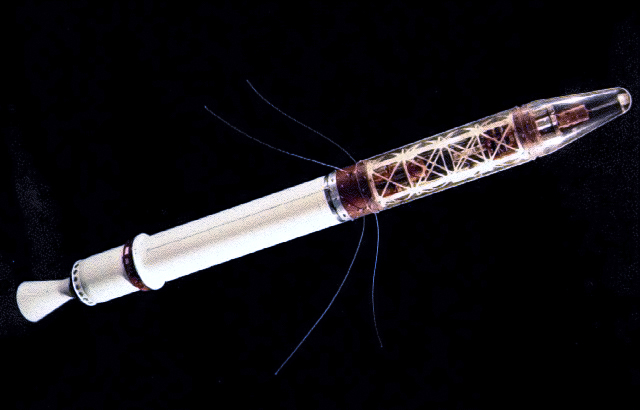
Explorer 1

Prima nava spațială robotică a fost lansată de Uniunea Sovietică (URSS) la 22 iulie 1951, un zbor suborbital purtând doi câini Dezic și Țîgan. Alte patru astfel de zboruri au fost făcute în toamna anului 1951. 
Primul satelit artificial, Sputnik 1, a fost plasat pe o orbită de 215-cu-939 km, de către URSS pe 4 octombrie 1957. La 3 noiembrie 1957, URSS au plasat pe orbită Sputnik 2. Cu o greutate de 113 kilograme, Sputnik 2 a transportat primul animal viu pe orbită, câinele Laika. Deoarece satelitul nu a fost proiectat pentru a se detașa de la partea superioară a vehiculului de lansare, masa totală pe orbită a fost de 508,3 kilograme.
Într-o cursă apropiată cu sovieticii, Statele Unite au lansat pe 31 ianuarie 1958 primul său satelit artificial, Explorer 1, într-o orbită de 193-nautical-mile (357 pe 2,543 km). Explorer 1 era un cilindru cu lungimea de 205,1 cm cu diametrul de 15,2 cm și greutatea de 14 kg, în comparație cu Sputnik 1, o sferă de 58 cm, care cântărea 83,6 kg. Explorer 1 a purtat senzori care au confirmat existența centurilor Van Allen, o descoperire științifică majoră la vremea respectivă, în timp ce Sputnik 1 nu avea senzori științifici. La 17 martie 1958, SUA orbitează cel de-al doilea satelit, Vanguard 1, care avea dimensiunile unui grapefruit și rămâne în orbita 360-cu-2,080-nautical-mile (670 cu 3850 km) din 2016.
Nouă alte țări au lansat cu succes sateliți utilizând propria lor vehicule de lansare: Franța (1965), Japonia și China (1970), Marea Britanie (1971), India (1980), Israel (1988), Iran (2009) Coreea de Nord (2012) și Noua Zeelandă (2018).

## Sonde spațiale
O sondă spațială este o navă spațială robotică care nu orbitează Pământul, dar în schimb explorează în continuare spațiul cosmic.

## Vezi și
- Telescop spațial
- Cronologia explorării sistemului solar